# Артиллерийский офицерский класс Морского ведомства
Артиллерийский офицерский класс Морского ведомства — специальное учебное заведение Российского императорского флота по подготовке корабельных офицеров—артиллеристов. Основан 27 ноября 1878 года в Кронштадте.

## История
В 1872 году в Российском императорском флоте были проведены опыты по испытанию приборов автоматической стрельбы, разработанные отставным поручиком А. П. Давыдовым. Данные приборы позволяли стрелять из корабельных орудий с большей точностью при качке корабля. После проведения испытаний приборы были приняты на вооружение флота.
Для ознакомления офицеров флота с аппаратами автоматической стрельбы Давыдова 27 ноября 1878 года в Кронштадте был создан Артиллерийский офицерский класс Морского ведомства. Инициатором создания классов и первым их заведующим был капитан-лейтенант А. С. Кротков (1848—1917). Класс был размещён в здании бывшей парусной мастерской, где находился склад приборов Давыдова. Лекции для офицеров читались в помещениях Минного офицерского класса. Курировал работу Артиллерийских классов генерал-адмирал Великий Князь Константин Николаевич. Класс существовал на средства, опускавшиеся на приобретение приборов Давыдова.

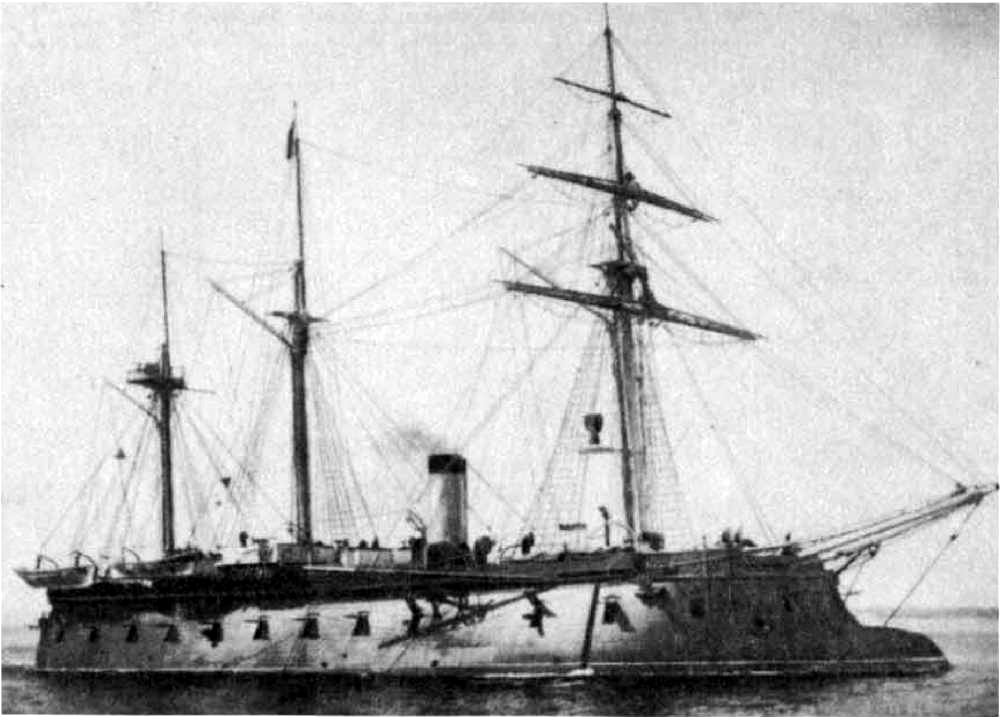
Плавучая батарея «Не тронь меня»

Первыми слушателями класса были 20 строевых обер-офицеров флота. В класс принимались офицеры флота и корпуса морской артиллерии. Программа обучения, сначала рассчитанная на 8 месяцев, включала следующие учебные курсы: стрельба на море; аппараты автоматической стрельбы; запалы, проводники и гальванические батареи; разрушительное действие стрельбы; дальномеры. После теоретических выпускных экзаменов слушатели назначались в плавание на батарею «Не тронь меня», входившую в практическую эскадру Балтийского моря.
7 августа 1878 года приказом генерал-адмирала для офицеров, окончивших класс, был установлен особый тёмно бронзовый знак для ношения на правой стороне груди. Знак имел форму круга, образованного якорной цепью, в центре которого вертикально размещался адмиралтейский якорь. Поверх якоря положены скрещённые морские орудия. Тем же приказом был учреждён совмещённый знак для офицеров окончивших Минный и Артиллерийский офицерские классы. На знаке поверх якоря были положены скрещённые торпеда и шестовая мина, а на них горизонтально установлено морское орудие. Знак изготавливался из тёмной бронзы.
1 декабря 1880 года Высочайшим распоряжением была утверждена новая задача класса — подготовка батарейных и башенных командиров из флотских офицеров, старших артиллерийских офицеров из чинов корпуса морской артиллерии.
На основании Положения от 26 ноября 1883 года офицерский класс был включён в состав Учебно-артиллерийского команды Балтийского моря, начальник отряда контр-адмирал Я. И. Купреянов одновременно стал и заведующим классом. Был установлен двухгодичный курс обучения (с 1890 года вновь сокращён до года).
После упразднения 12 июня 1885 года корпуса морской артиллерии Артиллерийский офицерский класс являлся единственным во флоте учреждением, готовящим офицеров специалистов по артиллерии. Летом 1885 года при классе была устроена учебная батарея.
В 1892 году начальник Учебно-артиллерийской команды капитан 2 ранга В. X. Иениш (погиб 7 сентября 1893 года со всем экипажем броненосца береговой обороны «Русалка») добился пересмотра программы подготовки офицеров с целью приближения к условиям реального боя. Начальником отряда был назначен контр-адмирал К. К. Деливрон.
С 20 января 1896 года выпускникам класса стали присваиваться звание артиллерийского офицера 2 разряда с правом назначения на должности младшего артиллерийского офицера корабля 1 ранга или старшего артиллерийского корабля 2 ранга. 14 мая 1896 г. начальником учебно-артиллерийской команды был назначен капитан 1 ранга З. П. Рожественский, при котором в офицерском классе было введено чтение курсов химии (профессор И. М. Чельцов), электричества (профессор О. Д. Хвольсон), черчения, морской тактики (лейтенант Н. Л. Кладо), введена военно-морская игра, устроена химическая лаборатория.
6 декабря 1898 года учебно-артиллерийскую команду возглавил капитан 1 ранга Н. И. Небогатов. В классах была оборудована электротехническая лаборатория. 5 июня 1900 года были Высочайше утверждены положение и штаты учебно-артиллерийского отряда (и класса) Балтийского флота, а 13 сентября того же года начальником отряда назначен контр-адмирал З. П. Рожественский. В 1902 году его сменил контр-адмирал Д. Г. Фёлькерзам.
С 1900 года набор в офицерский класс составил 30 человек в год. В класс принимали офицеров со стажем офицерской службы не менее двух лет, наличием плавательного ценза не менее 6 месяцев внутреннего или 12 месяцев заграничного плавания. Срок обучения составлял один год (8 месяцев теоретического курса и 4-месячное плавание на кораблях Учебно-артиллерийского отряда с практической стрельбой).
При классе работали вечерние курсы для офицеров других специальностей, желавших усовершенствовать знания по артиллерии.
В 1914 году класс из Кронштадта был переведён в Гельсингфорс, размещался на военном транспорте «Рига». Срок обучения офицеров сократился до 6 месяцев. С 1915 года на базе класса действовали краткосрочные артиллерийские курсы. Такие же курсы, были открыты в Севастополе в 1916 году.
В 1918 году Артиллерийский офицерский класс вместе с другими подобными классами и офицерскими школами преобразовали в Соединённые классы для подготовки специального комсостава РККФ.